# Américo Brasiliense
Américo Brasiliense is een Braziliaanse gemeente in de staat São Paulo. De stad heeft een oppervlakte van 132,832 km² en telde naar schatting 38.202 inwoners in 2015.
Américo Brasiliense ligt dicht bij de stad Araraquara, waarmee het in feite een dubbelstad vormt. De belangrijkste verkeersader is de SP-257.
Américo Brasiliense staat tevens als "Cidade doçura" ("Zoetigheidsstad") bekend, omdat het omringd is door suikerrietplantages, die de basis voor haar economie vormen. Verder is er in 2009 door de overheid van de staat São Paulo een fabriek voor volksmedicijnen opgericht.